# 始河豚
始河豚（学名：Eotetraodon），是最早的河豚，生存于卢台特期的意大利，模式种是小始河豚（E. pygmaeus）和戈尼斯始河豚（E. Gornylutshensis）。 